# Plusy dodatnie, plusy ujemne (program publicystyczny)
Plusy dodatnie, plusy ujemne – cotygodniowy program publicystyczny prowadzony przez Tomasza Wołka, nadawany na antenie telewizji Tele 5.

## Historia
Wydarzenia tygodnia komentowali publicyści czołowych polskich tygodników: Jacek Żakowski, Cezary Gmyz i Rafał Ziemkiewicz. Później komentatorami zostali m.in. Maciej Łętowski, Wiesław Dębski i Wiesław Władyka. Tytuł programu wywodzi się od przyznawania „plusów dodatnich, plusów ujemnych” uzasadnianych komentarzem, co nawiązywało do sformułowania użytego przez Lecha Wałęsę („wałęsizm”), politycznym bohaterom tygodnia. Drugą część programu zajmowała rozmowa z zaproszonym gościem, najczęściej politykiem, w której wszyscy (publicyści i prowadzący) na równych prawach zadawali mu pytania. Program trwał ok. 50 minut.